# Iso Tiilijärvi
Iso Tiilijärvi är en sjö i Finland. Den ligger i kommunen Hollola i landskapet Päijänne-Tavastland, i den södra delen av landet, 100 km norr om huvudstaden Helsingfors. Iso Tiilijärvi ligger 144 meter över havet. Arean är 51,3 hektar och strandlinjen är 3,65 kilometer lång. Sjön  ingår i Kymmene älvs huvudavrinningsområde.   I omgivningarna runt Iso Tiilijärvi växer i huvudsak blandskog.